# Méhkas Diákszövetkezet
Méhkas Diákszövetkezet – eredetileg 1936-ban Kolozsvárt 101 pályakezdő fiatal alapította gazdasági szövetkezet, mely élén Deák Ferenccel a falu termékeinek városi értékesítését és a fiatal főiskolai végzettek elhelyezkedését kívánta szolgálni, üzleteket, tejgyűjtő állomásokat létesítve s a hivatalos diákmenzákról kiszorult magyar diákok számára étkezdét nyitva. A bécsi döntés után Tóth Samu vezetésével a visszatért Ferenc József Tudományegyetem hallgatói Méhkas Diákszövetkezet címen átszervezték a szövetkezetet, s könyv- és papírkereskedést nyitottak a Mátyás király tér 2. szám alatt.
Az így létesült új szövetkezet szerepet vállalt a Termés és a Március kiadásában és terjesztésében, Móricz Zsigmond, Erdei Ferenc, Kovács Imre meghívásával irodalmi estéket rendezett, könyvnapokat szervezett, majd 1944 után maga is könyvkiadásra vállalkozott. Kerekes Jenő ügyvezető igazgatósága alatt (1944-46) itt jelent meg 1945-ben Arany János Toldija Gy. Szabó Béla címlapjával és képeivel, Vita Zsigmond jegyzeteivel, továbbá Kós Károlytól a Budai Nagy Antal históriája, valamint Petőfitől Az apostol és a János vitéz Faragó József gondozásában. A következő 1946-os esztendőben a Méhkas Diákszövetkezet kiadásában került a közönség elé Benczédi Sándor három mesejátéka A csillagszemű juhász címmel, s Faragó József Kevély Kereki c. népi játék- és Petőfiről szóló népmese-gyűjteménye László Gyula rajzaival. Az utolsó Méhkas-kiadvány Izsák József Bölöni Farkas Sándor, a történetíró c. tanulmánya (Kolozsvár, 1947).
1947 végén a diákszövetkezetet beolvasztották a MÁGISZ (Munkások Általános Gazdasági és Ipari Szövetkezete) keretébe.